# Kchang Kche-čching
Kchang Kche-čching (čínsky pchin-jinem Kāng Kèqīng, znaky 康克清; 7. září 1911 – 22. dubna 1992) byla čínská komunistická politička, předsedkyně Všečínského svazu žen (1978–1988) a místopředsedkyně celostátního výboru Čínského lidového politického poradního shromáždění (1978–1992). Byla členkou ústředního výboru Komunistické strany Číny (1977–1985). Koncem 20. let zběhla od rodiny k čínské Rudé armádě, vdala se za vrchního velitele Rudé armády Ču Teho, účastnila se Dlouhého pochodu. Od roku 1945 pracovala ve svazu žen.

## Život
Kchang Kche-čching se narodila jako Kchang Kuej-siou (čínsky pchin-jinem Kāng Guìxiù, znaky 康桂秀) 7. září 1911 v okrese Wan-anu na jihozápadě provincie Ťiang-si v rodině rybáře národnosti Hakka. Aby se rodiče uživili, prodali postupně pět dcer jiným rodinám jako nevěsty. Kchang Kuej-siou byla vydána, když jí bylo 40 dní, statkáři Luo Čchi-kuejovi. Její budoucí manžel se v té době ještě nenarodil, a když se rodině Luo konečně narodilo dítě, byla to holčička, která brzy zemřela. Kchang Kuej-siou pak byla v péči rodiny Luo jako jejich dcera. Ve čtrnácti letech vstoupila do Komunistického svazu mládeže Číny a aktivně v něm pracovala, vedla místní pionýrskou organizaci, jako první místní žena si ostříhala vlasy nakrátko. Rodina Luo se jí pokusila zorganizovat manželství, ale odmítla a roku 1928 se přidala k čínské Rudé armádě.
Roku 1930 si změnila jméno na Kchang Kche-čching a v prosinci 1930 se vdala za velitele rudoarmějců, o 28 let staršího Ču Teho. Zůstali spolu na zbytek svých životů, jejich manželství, třebaže bezdětné, bylo uznáváno jako vzorové revoluční manželství (společně s manželstvím Čou En-laje a Teng Jing-čchao). V Rudé armádě se věnovala propagandě a agitaci a organizaci vojsk, vyhýbala se však „ženské práci“ (a když s ní roku 1937 mluvila americká novinářka Helen Snow, řekla jí, že se nemůže vyjádřit k postavení žen u komunistů, protože se těmito problémy nezabývá). Ve vojenské akademii Rudé armády cvičila oddíl dobrovolnic ke službě v Rudé armádě, roku 1934 se i účastnila bojů s kuomintangskými vojsky. Byla jednou z mála žen, které se účastnily Dlouhého pochodu; přestože byla ženou vrchního velitele Rudé armády, pochodovala za stejných podmínek jako ostatní prostí vojáci. Po příchodu do pohraniční oblasti Šen-si-Kan-su-Ning-sia několik měsíců studovala na Protijaponské univerzitě v Jen-anu, od roku 1973 pracovala na velitelství Rudé armády v horách Tchaj-chang, podílela se na práci s místním obyvatelstvem (což zahrnovalo organizaci kroužků gramotnosti – sama byla do druhé poloviny 30. let negramotná – a odborů). Roku 1940 se vrátila do Jen-anu na ústřední stranickou školu.
Od roku 1945 pracovala ve vedení přípravného výboru svazu žen (i když sama se chtěla věnovat válečným veteránům), roku 1949 se účastnila I. sjezdu žen, na němž vznikl Všečínský svaz žen (tehdy pod názvem Všečínský demokratický svaz žen) a byla zvolena členkou stálého výboru jeho výkonného výboru. Ve svazu pracovala v odboru péče o děti, reprezentovala čínské ženské hnutí v zahraničí. Od roku 1957 byla jednou z místopředsedkyň svazu. Za kulturní revoluce byla (jakož i její manžel) kritizována a musela se uchýlit do ústraní. V červenci 1976 zemřel Ču Te. 
K veřejné činnosti se mohla vrátit až roku 1977, kdy převzala vedení svazu žen a na XI. sjezdu KS Číny v srpnu 1977 byla zvolena členkou ústředního výboru (znovuzvolena 1982, rezignovala roku 1985). Na IV. sjezdu Všečínského svazu žen roku 1978 byla zvolena jeho předsedkyní, kterou zůstala dvě volební období, do roku 1988. Organizovala obnovu svazu žen, během kulturní revoluce nečinného. Současně byla zvolena místopředsedkyně celostátního výboru Čínského lidového politického poradního shromáždění – roku 1978 a i následujících funkčních obdobích, roku 1983 a 1988.
Její ideologie v boji za osvobození žen je ztělesněna v hesle „Hledej osvobození ve válce, hledej rovnost ve výrobě“ (čínsky 在斗争中求解放、在生产中求平等). „Osvobození ve válce“ se týkalo žen, které se zapojily do revolučního boje za dosažení rovnosti, zatímco „rovnost ve výrobě“ znamenala, že ženy by měly dosáhnout stejných práv, jaké mají muži. To zahrnovalo i právo na práci, které považovala za zásadní pro zlepšení ekonomického postavení žen. Požadoval rozšíření rovnosti žen a mužů i na politiku, kulturu, vědu a techniku.